# 扇形柱星螅
扇形柱星螅（学名：Stylaster flabelliformis），一种分布于印度─西太平洋热带海域的水螅珊瑚，隶属于柱星螅科柱星螅属。本种最早由法国博物学家让-巴蒂斯特·拉马克根据采集自印度洋的标本于1816年发表。